# Journée nationale à la mémoire des victimes des crimes racistes et antisémites de l'État français et d'hommage aux « Justes » de France

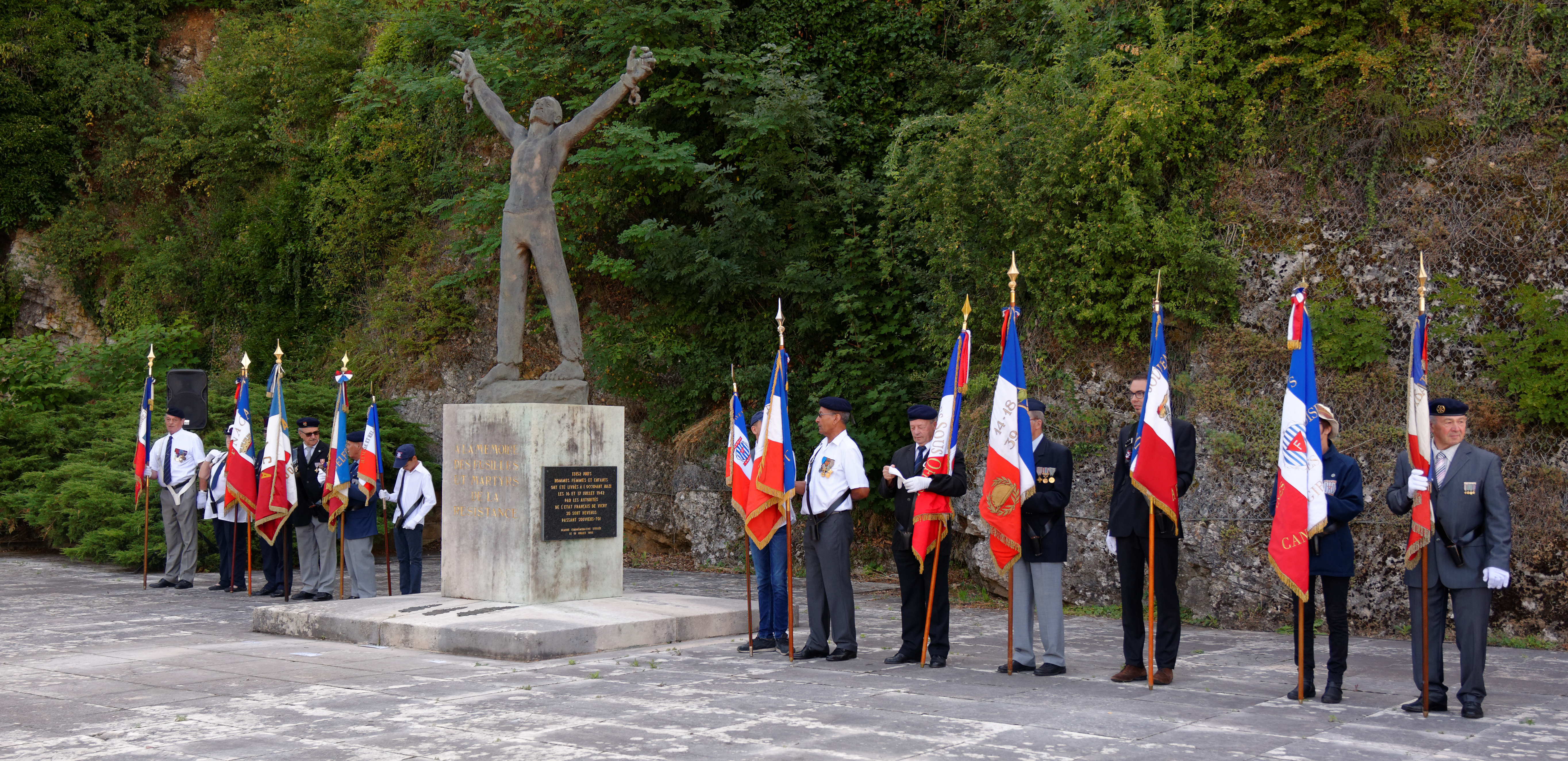
Cérémonie célébrant la Journée nationale à Belfort, le 22 juillet 2018.

La Journée nationale à la mémoire des victimes des crimes racistes et antisémites de l'État français et d'hommage aux « Justes » de France, initialement nommée Journée nationale à la mémoire des victimes des persécutions racistes et antisémites commises sous l'autorité de fait dite « gouvernement de l'État français » (1940-1944) jusqu'en 2000, est une journée nationale française au cours de laquelle est célébrée la mémoire des victimes des crimes racistes et antisémites commis par le régime de Vichy pendant la Seconde Guerre mondiale, et qui rend hommage aux Justes de France.
Elle a lieu le 16 juillet en mémoire de la rafle du Vélodrome d'Hiver qui a été perpétrée les 16 et 17 juillet 1942, ou le dimanche suivant si le 16 juillet n'est pas un dimanche. Elle a été instaurée en 1993 par François Mitterrand, à l'époque président de la République, et a changé de nom en 2000.

## Histoire
Cette Journée nationale est initiée par une proposition de loi du député socialiste Jean Le Garrec, président de la Commission des finances de l'Assemblée nationale, visant à faire du 16 juillet « une Journée nationale à la mémoire des victimes des crimes racistes et antisémites de l'État français et d'hommage aux Justes de France », à laquelle s'associent 133 députés et 28 sénateurs des groupes socialistes. Cette proposition s'inscrit dans un contexte de polémiques persistantes sur l'histoire de Vichy et le positionnement du président de la République François Mitterrand sur cette mémoire ; ces polémiques ne s'apaiseront qu'après le discours du 16 juillet 1995 prononcé par son successeur, Jacques Chirac, au Vélodrome d'Hiver.
Le texte est enregistré à la Présidence de l'Assemblée le 6 octobre 1992. Le PCF dépose une proposition de loi similaire le 9 octobre. Le dépôt de gerbe sur la tombe de Philippe Pétain au nom de François Mitterrand lors des commémorations du 11 novembre provoque la désapprobation de plusieurs hauts responsables socialistes dont Lionel Jospin, Henri Emmanuelli et Laurent Fabius. Alors que les polémiques sur l'histoire de Vichy ne faiblissent pas et François Mitterrand craignant le débat parlementaire, il fait sienne la proposition de Jean Le Garrec en prenant un décret le 3 février 1993, publié au Journal officiel le 4 février, instituant la Journée nationale à la mémoire des victimes des persécutions racistes et antisémites commises sous l'autorité de fait dite « gouvernement de l'État français » (1940-1944),,.
Elle sera renommée, par la loi du 10 juillet 2000, et son décret d'application du 11 juillet 2002, « Journée nationale à la mémoire des victimes des crimes racistes et antisémites de l'État français et d'hommage aux « Justes » de France ».